# Maja Rydman
Maj-Lis (Maja) Rydman-von Wachenfeldt, född Stenman den 4 september 1911 i Helsingfors, död den 15 januari 1948 i Paris, var en finlandssvensk författare och konsthandlare.
Hon var dotter till konsthandlaren Gösta Stenman och Berta Stenman samt gift första gången 1931 med direktör E.H.M. Rydman och andra gången 1943 med författaren Atos Wirtanen; båda äktenskapen avslutades med skilsmässa. Hon gifte sig en tredje gång med byråingenjören och fideikommissarien Torolf von Wachenfeldt den 17 december 1943 i Finska kyrkan i Stockholm.
Hon var innehavare av konstsalongen Stenmans dotter i Helsingfors och Stockholm. Maja Rydman-von Wachenfeldt är begravd på Norra begravningsplatsen utanför Stockholm.